# Acer palaeosaccharinum
Acer palaeosaccharinum é uma espécie de árvore do gênero Acer, pertencente à família Aceraceae.